# Guarachanillo
Guarachanillo är en ort i Mexiko.   Den ligger i kommunen Tangancícuaro och delstaten Michoacán de Ocampo, i den centrala delen av landet, 300 km väster om huvudstaden Mexico City. Guarachanillo ligger 2 257 meter över havet och antalet invånare är 393.
Terrängen runt Guarachanillo är kuperad åt nordväst, men åt sydost är den bergig. Runt Guarachanillo är det ganska tätbefolkat, med 111 invånare per kvadratkilometer. Närmaste större samhälle är Tangancícuaro de Arista, 19,2 km öster om Guarachanillo. I omgivningarna runt Guarachanillo växer i huvudsak blandskog.